# The IVth Crusade
The IVth Crusade is een muziekalbum van Bolt Thrower. Het werd in augustus 1992 opgenomen in de Sawmills Studio. Het album werd geproduceerd door Bolt Thrower en Colin Richardson, de geluidstechnicus was John Cornfield. Het werd gemixt in de Fon Studios door Alan Fisch en Steve Harris, en in 1992 uitgebracht op Earache Records: Mosh 70. De albumtitel komt van de Vierde Kruistocht en de belegering van Constantinopel. De hoes is een schilderij van Eugène Delacroix, getiteld De inname van Constantinopel door de kruisvaarders.

## Tracklijst
1. The IVth Crusade	4:59
2. Icon	4:40
3. Embers	5:18
4. Where Next To Conquer	3:50
5. As The World Burns	5:28
6. This Time It's War	5:51
7. Ritual	4:39
8. Spearhead	6:47
9. Celestial Sanctuary	4:37
10. Dying Creed	4:17
11. Through The Ages (Outro)	3:45

Totale duur: 53:28

## Artiesten
- Karl Willetts: zang
- Gavin Ward: gitaar
- Barry Thompson: gitaar
- Andrew Whale: drums
- Jo Bench: bas